# Smooth Music At Cafe
『Smooth Music at Cafe』（スムース ミュージック アット カフェ）は、2001年9月12日にリリースされた、日本のア・カペラ ヴォーカルグループ、SMOOTH ACEの2枚目のミニ・アルバム。TOSHIBA EMIからリリースされ、5曲が収録されている。

## 収録曲
全曲 作詞：岡村玄、作曲：重住ひろこ、コーラス・アレンジ：SMOOTH ACE
1. 星空と帰り道（編曲：細野晴臣）
2. BYE（編曲：高橋幸宏）
3. Drivin’ [Blazin Mixx feat. DJ TARO]（remixed by DJ TARO）
4. つないだ手（編曲：石成正人）
5. こぼれた想い（編曲：権藤知彦）

## パーソネル
重住ひろこ、岡村玄、平慎也、李眞姫（vo, cho）／林立夫（d）／細野晴臣、小原礼（b）／浜口茂外也（per）／鈴木茂（g）／石成正人（g,prg）／佐藤博（pf）／木本靖夫、権藤知彦（prg）

## スタッフ
サウンドプロデュース：細野晴臣（M-1）、高橋幸宏（M-2）
レコーディング／ミキシング・エンジニア：原口宏、中山大輔、加藤博実
マスタリング・エンジニア：相川洋一
イラストレーション：鈴木英人

## 品番
TOCT-24647